# Matematický výraz
Matematický výraz je konečná kombinace symbolů, která tvoří dobře utvořenou formuli podle pravidel závislých na kontextu. Matematickými symboly mohou být čísla (konstanty), proměnné, operace, funkce, oddělovače a závorky, které určují prioritu početních operací a jiné aspekty logické syntaxe.

## Příklady
Výrazy mohou být různě složité:
{\displaystyle 0+0}
{\displaystyle 8x-5}   (lineární polynom)
{\displaystyle 7{{x}^{2}}+4x-10}   (kvadratický polynom)
{\displaystyle {\frac {x-1}{{{x}^{2}}+12}}}   (racionální funkce)
{\displaystyle f(a)+\sum _{k=1}^{n}\left.{\frac {1}{k!}}{\frac {d^{k}}{dt^{k}}}\right|_{t=0}f(u(t))+\int _{0}^{1}{\frac {(1-t)^{n}}{n!}}{\frac {d^{n+1}}{dt^{n+1}}}f(u(t))\,dt.}

## Druhy matematických výrazů
Matematické výrazy můžeme rozdělit na aritmetické výrazy (vyjadřují početní operace s čísly v daném pořadí, určeném typy závorek), polynomiální výrazy, algebraické výrazy, výrazy v uzavřeném tvaru a analytické výrazy. Následující tabulka ukazuje, jaké prvky mohou jednotlivé druhy výrazů obsahovat:
| Výrazy                       | Výrazy      | Výrazy       | Výrazy      | Výrazy            | Výrazy     | Výrazy      |
| Povolené prvky               | Aritmetické | Polynomiální | Algebraické | V uzavřeném tvaru | Analytické | Matematické |
| ---------------------------- | ----------- | ------------ | ----------- | ----------------- | ---------- | ----------- |
| Konstanty                    | Ano         | Ano          | Ano         | Ano               | Ano        | Ano         |
| Proměnné                     | Ano         | Ano          | Ano         | Ano               | Ano        | Ano         |
| Základní aritmetické operace | Ano         | Ano          | Ano         | Ano               | Ano        | Ano         |
| Faktoriály                   | Ano         | Ano          | Ano         | Ano               | Ano        | Ano         |
| Umocňování                   | Ne          | Ano          | Ano         | Ano               | Ano        | Ano         |
| Odmocniny                    | Ne          | Ne           | Ano         | Ano               | Ano        | Ano         |
| Racionální exponent          | Ne          | Ne           | Ano         | Ano               | Ano        | Ano         |
| Iracionální exponent         | Ne          | Ne           | Ne          | Ano               | Ano        | Ano         |
| Logaritmy                    | Ne          | Ne           | Ne          | Ano               | Ano        | Ano         |
| Goniometrické funkce         | Ne          | Ne           | Ne          | Ano               | Ano        | Ano         |
| Cyklometrické funkce         | Ne          | Ne           | Ne          | Ano               | Ano        | Ano         |
| Hyperbolické funkce          | Ne          | Ne           | Ne          | Ano               | Ano        | Ano         |
| Hyperbolometrické funkce     | Ne          | Ne           | Ne          | Ano               | Ano        | Ano         |
| Gama funkce                  | Ne          | Ne           | Ne          | Ne                | Ano        | Ano         |
| Besselova funkce             | Ne          | Ne           | Ne          | Ne                | Ano        | Ano         |
| Speciální funkce             | Ne          | Ne           | Ne          | Ne                | Ano        | Ano         |
| Řetězové zlomky              | Ne          | Ne           | Ne          | Ne                | Ano        | Ano         |
| Nekonečné řady               | Ne          | Ne           | Ne          | Ne                | Ano        | Ano         |
| Posloupnosti                 | Ne          | Ne           | Ne          | Ne                | Ne         | Ano         |
| Derivace                     | Ne          | Ne           | Ne          | Ne                | Ne         | Ano         |
| Limity                       | Ne          | Ne           | Ne          | Ne                | Ne         | Ano         |
| Integrály                    | Ne          | Ne           | Ne          | Ne                | Ne         | Ano         |